# Capdell
Capdell es una empresa de diseño de mobiliario de estilo contemporáneo. Fue fundada en 1967 en Valencia, España. Su especialidad es el trabajo de la madera, y fabrican sillas, sillones, taburetes, mesas, sofás, etc. Los muebles de Capdell están certificados con el sello de calidad AIDIMA.

## Historia
Capdell fue fundado en 1967 como un taller de sillas de madera. A finales de los años 1970, Capdell comienza una andadura marcada por el diseño de los productos. A partir de 1985, inicia su exportación internacional, principalmente a los mercados europeos vecinos.
Entre los diseñadores que han creado muebles para Capdell, se encuentran: Fiorenzo Dorigo, Claesson Koivisto Rune, Lucy Kurrein, Kazuko Okamoto, Rafa Ortega, Patrick Norguet, Francesc Rifé, Mario Ruiz, Fran Silvestre, Marcel Sigel, Gabriel Teixidó, Carlos Tíscar, Salvador Villalba, Yonoh y Edeestudio.

## Reconocimientos
- Good Design Award (2013) por la silla ECO[4]
- Good Design Award (2018) por la silla NIX[5]
- German Design Award por la silla ECO
- Design Guild Mark (2019) por la butaca Panel
- Red Dot Design Award (2019) por la silla NIX[6]